# Richard in Maurice McDonald
Richard in Maurice McDonald sta bila ameriška podjetnika, ki sta ustanovila restavrcijo Mcdonald"s v San Bernardinu v Kaliforniji in sta izumitelja sistema "Speedee Service System", ki je danes znan kot "hitra hrana". 

## Zgodnje življenje in družina
Brata McDonald sta se rodila v revni družini v Manchestru, New Hampshire. Rodila sta se očetu Patricku J. McDonaldu in mami Margarete McDonald, poročeni par irskih priseljencev (najverjetneje Ulster-Scots), ki so v ZDA prišli kot otroci. Maurice se je rodil 26. novembra 1902, Richard pa se je rodil 16. februarja 1909. Brata McDonald sta imela tudi tri sestre.

## Poslovna kariera
Leta 1937 sta brata McDonald v Monroviji v Kaliforniji odprla prodajalno za hotdog, ki ga je navdihnilo lokalno stojalo za hotdog in se je zdelo edino donosen posel v mestu ki je v glavnem služil pokroviteljem na lokalnem dirkališču. Po končani dirkalni sezoni je bilo na stojnici malo kupcev. 
Maurice se je odločil odpreti večjo prodajalno za hotdog v San Bernardinu, velikem mestu delavskega razreda približno 50 milj proti vzhodu, s približno 100.000 prebivalci. Potem ko je več bank zavrnilo posojanje denarja, potrebnega za ta podvig, je Bank of America končno odobrila in leta 1940 s kapitalom 5000 dolarjev odprla restavracijo s pogonom na vogalu 1398 North E Street in West 14th Street (34.1255 ° N 117,2946 ° W).
Nova restavracija se je izkazala za uspeh in brata sta kmalu zaslužila 40.000 dolarjev na leto. Večina strank je bila najstniških ali mlajših odraslih moških pri svojih dvajsetih letih, ki so se tja pripeljali predvsem zato, da se spogledujejo z mladimi ženskami iz carhopa ali mladimi delovnimi družinami, ki iščejo poceni obrok. Brata McDonald sta se odločila, da sta slednja idealna stranka, ki ju želijo pritegniti.
Po nekaj letih zaposlovanja sta brata začela izdelovati načrte za prenovo nunega lokala na podlagi pridobljenih izkušenj. Ena od teh je vključevala iskanje učinkovitejšega načina za pomoč strankam kot mlade ženske iz avtomobila, za katere menijo, da so počasne, nezanesljive delavke, ki so porabile preveč časa za spogledovanje s strankami, da bi povečale nasvete. Drugi je bil ta, da so hamburgerji predstavljali velik delež celotne prodaje. Rešetke je bilo veliko lažje očistiti kot žare in burgerje je bilo hitreje sestaviti kot sendviče. 
Leta 1948 sta brata popolnoma prenovila in obnovila njuno restavracijo v San Bernardinu, da bi se osredotočila na hamburgerje, mlečne šejke in pomfrit. Medtem ko je ta novi "McDonald's", ki se nahaja na istem naslovu, še vedno zasnovan pri večini strank, ki se pripeljejo z avtomobilom, je bil njegov dizajn edinstven zaradi kombinacije dejavnikov:
- Tako kot prejšnja stojala za njuna živila, je tudi ta dizajn namerno izpustil notranjo jedilnico.
- Čakalnega osebja ni bilo; naročila so prevzeli osebno na sprednjem pultu, kamor so tudi dostavili hrano.
- Brata sta kuhinjsko površino načrtovala sama, tako da sta svoje pridobljeno znanje vključila v oblikovalno linijo, ki je povečala učinkovitost in uspešnost.
- Hamburgerje sta predhodno kuhala in hranila na toplem

Nova restavracija je bila uspešna in s ciljem, da bi zaslužili milijon dolarjev, preden so dopolnili 50 let, sta brata McDonald začela širiti svoj sistem leta 1953. Sprva sta samo širila v javnost sistem, ne pa imena njune restavracije. Kasneje sta brata začela širiti celoten koncept z restavracijami, zgrajenimi po standardnem dizajnu. 
Leta 1954 sta brata McDonald sodelovala z Rayom Krocom. Kroc je prevzel 1,9 odstotka brute prodaje, od tega sta brata McDonald dobila 0,5 odstotka. Brata sta želela vzdrževati le majhno število restavracij, ki so bile v nasprotju s Krocevimi restavracijami boljše. Ray Kroc jih je na koncu odkupil leta 1961.
30. novembra 1984 je Richardu McDonaldu, prvemu kuharju za žarom McDonald'sa, v hotelu Grand Hyatt v New Yorku postregel slavni 50-milijardni McDonald's hamburger Ed Rensi, takratni predsednik McDonald's ZDA.

## Zasebno življenje
Brata McDonald sta se v življenju poročila in imela otroke. 

## Smrt
Maurice McDonald je umrl zaradi srčnega infarkta na svojem domu v Riversideu v Kaliforniji, 11. decembra 1971, star 69 let. Pokopan je bil v Puščavskem spominskem parku v Katedrali City, Kalifornija.
Richard McDonald je umrl zaradi srčnega popuščanja v domu za ostarele v Manchestru, New Hampshire, 14. julija 1998, star 89 let. Pokopan je bil v bližini na pokopališču Mount Kalvary v njegovem domačem mestu Manchester.  

## V popularni kulturi
V filmu iz leta 2016, Ustanovitelj - a biopic about Ray Kroc - Richarda McDonalda igra Nick Offerman, John Carroll Lynch pa Mauricea McDonalda. 
Prvo McDonaldsovo združenje California Route 66 je last Alberta Okure in je sedaj muzej.